# Општина 1 децембар (Илфов)
1 децембар (рум. 1 Decembrie) општина је у Румунији у округу Илфов.
Oпштина се налази на надморској висини од 63 m.